# Autovia A-38
Autovia A-38 és la nova nomenclatura de la duplicació del tram de la carretera N-332 entre València i Alacant per la costa valenciana. El projecte actual contempla, però, un recorregut més reduït: des de Sollana fins al Verger.
En un principi l'autovia havia d'abastar el recorregut total de la N-332 des de l'enllaç amb l'AP-7 a Sollana fins a l'enllaç amb l'A-70 a El Campello. D'aquesta forma, esdevenia una via ràpida de connexió entre les ciutats de València i Alacant. Les obres consistien en la duplicació directa dels trams que així ho permeteren i la creació de variants de travessia ja duplicades en aquells municipis on la carretera encara travessava el nucli urbà. Tanmateix, el setembre de 2015 es publicà la llei de carreteres 37/2015 de 29 de setembre que reduïa el trajecte de l'A-38 des de Sollana fins El Verger. El recorregut quedava, doncs, reduït a menys de la meitat del projecte inicial. En conseqüència, els projectes de duplicació realitzats més al sud de El Verger, com la variant de Benidorm (en servei des de 2014) mantenen, tot i la duplicació, la denominació de N-332. Altres, com la variant de Benissa (en servei des de 2022), van ser construïts sense duplicació, mantenint una distribució de carrils igual a la que tenia la N-332 (un carril per sentit amb l'addició d'un tercer carril en zones determinades).
En l'actualitat estan en servei els trams des de Sollana fins a Tavernes de la Valldigna (enllaçant les variants de Sueca i Cullera - Favara) i des de Xeresa fins a Gandia. La connexió sud d'Oliva, pertanyent al tram de la Variant de la Safor que transcorre entre Gandia i Oliva, permet que l'AP-7 funcione com a variant de la N-332, sense adquirir la denominació d'A-38.
La resta de trams es troben paralitzats en fases molt endarrerides. L'alliberament del peatge a l'autopista AP-7, que transcorre paral·lela al recorregut de l'A-38, la nit del 31 de desembre de 2019 condicionà la seua realització. D'aquesta forma, la intenció inicial de creació de variants o duplicacions de la N-332, va quedar substituïda per la construcció d'enllaços amb l'AP-7 per tal d'utilitzar la mateixa autopista com a variant i via ràpida. El tram d'Oliva, en servei des de 2023, n'és un exemple. Per tot això, la continuació de l'A-38 com una autovia amb un traçat propi i diferenciat més al sud de Tavernes de la Valldigna, és incerta.

## Trams
| Denominació després d'obres | Tram                                                  | Estat (2024)                            | km   |
| --------------------------- | ----------------------------------------------------- | --------------------------------------- | ---- |
| A-38                        | Sollana (AP-7) - Sueca Nord                           | En servei (2011)                        | 10,2 |
| A-38                        | Variant de Sueca (Sueca Nord - Cullera Nord)          | En servei (2008)                        | 5,5  |
| A-38                        | Variant de Cullera - Favara (Cullera Nord - Tavernes) | En servei (2020)                        | 8,6  |
|                             | Tavernes - Xeresa                                     | En redacció del projecte                | 12,5 |
| A-38                        | Xeresa - Gandia Nord                                  | En servei (2011)                        | 2,8  |
|                             | Variant de la Safor (Gandia Nord - Gandia Sud)        | Estudi informatiu aprovat (pendent DIA) | 7,6  |
| AP-7                        | Variant de la Safor (Gandia Sud - Oliva Sud)          | En servei (2023)                        | 4,4  |
|                             | Oliva Sud - El Verger/Ondara Nord                     | En redacció del projecte                | 13,7 |

1. ↑  Aquest tram de la Variant de la Safor consisteix únicament en la construcció de la Connexió Sud d'Oliva entre la N-332 i l'AP-7. D'aquesta forma la N-332 continua transcorrent pel nucli d'Oliva i l'AP-7 fa la funció de variant gràcies a l'existència de dues connexions a banda i banda del nucli (al nord la ja existent eixida 61, i al sud la de nova construcció) i a l'alliberament de peatge a l'AP-7. No hi ha, per tant, un desdoblament estricte de la N-332 que passe a denominar-se A-38.

## Controvèrsies
El projecte de l'Autovia A-38 tenia com a intenció inicial connectar València i Alacant per la costa mediterrània a través d'una via ràpida gratuïta utilitzant el traçat de la N-332. Era una vella reclamació de tots els municipis i comarques afectats per aquest traçat entre els quals hi ha importants nuclis turístics com Cullera, Gandia, Dénia i Benidorm.
Des d'un principi aquesta via fou criticada pel seu plantejament, ja que la N-332, especialment en el tram des de Favara fins Alacant, circula paral·lela, en alguns trams quasi a tocar, a una via ràpida ja construïda, l'AP-7. La justificació de les obres de l'A-38 es basà en el fet que l'AP-7 era una via de peatge que, a més, a causa d'aquest sistema de control de peatge a cada accés, comptava amb molt pocs enllaços amb la resta de la xarxa viària. Efectivament, en els prop de 150 kilòmetres que transcorren entre les unions amb les circumval·lacions de València i Alacant, l'AP-7 només tenia 10 eixides, existint entre algunes d'elles distàncies superiors als 20 kilòmetres. Tot això evitava que l'autopista pogués acomplir de forma eficient la funció d'alternativa a la N-332, especialment per als trajectes curts. Les crítiques a la poca viabilitat de l'A-38 se centraren a assenyalar la incongruència per part de les administracions entre prorrogar diverses vegades la concessió de l'AP-7 i destinar fons per a la construcció d'una via paral·lela que seria innecessària si l'autopista fos gratuïta i estigués ben connectada.
Altres crítiques se centraren directament en el plantejament del projecte. Aquest es basava a duplicar el traçat existent de la N-332, obres que en determinats trams suposaven un gran impacte, ja que obligaven a modificar el traçat original. Eren els casos dels municipis on la carretera encara travessava els nuclis de població (Favara, Bellreguard, Palmera, L'Alqueria de la Comtessa, Oliva, Gata de Gorgos, Benissa i Altea) en els quals es feia necessària la construcció de variants. També dels trams entre Gata de Gorgos i Benissa, entre Calp i Altea, i entre La Vila Joiosa i El Campello, els quals travessaven zones orogràficament accidentades i que complicaven excessivament la duplicació de la N-332.
Una vegada iniciades les obres de desdoblament i fins i tot amb alguns trams ja en servei, va aparéixer un nou entrebanc, la falta de finançament. Durant els anys 2008, 2009 i 2010 molts dels projectes foren paralitzats indefinidament. No fou fins a 2015 quan es van reprendre les obres en el tram de Cullera - Tavernes, i un mes després l'Estat reduïa el traçat de l'autovia, abandonant la pretensió inicial de connectar València amb Alacant. Aquest problema d'infrafinançament va ser denunciat en reiterades ocasions pels municipis afectats, i va perdurar en el temps, fins i tot posant en dubte la data prevista d'inauguració per a l'únic tram que havia représ les obres, que finalment hagué de ser endarrerida un any. La principal conseqüència d'aquest problema fou el lent o nul progrés de les obres. L'any 2011 l'autovia disposava de tan sols 18 dels 157 quilòmetres que en aquell moment estaven projectats oberts al trànsit i durant els 9 anys següents no es va inaugurar cap altre tram.
La proximitat de la finalització de la concessió de l'AP-7, en acabar l'any 2019, va fer que molts dels municipis afectats i la Generalitat Valenciana abandonaren la reclamació dels projectes inicials de construcció de variants i duplicació de trams, considerant-los innecessaris si l'autopista era gratuïta. Així, demanaren al Ministeri de Foment que dediqués els esforços en potenciar els enllaços entre la N-332 i l'AP-7, de forma que, una vegada lliure de peatge, l'AP-7 acabés complint l'objectiu inicial que tenia l'A-38. Així quedà palés al pla de millora de la connectivitat de l'AP-7 que la Conselleria d'Obres Públiques va presentar al Ministeri de Foment el juliol del 2018. Aquest pla preveia la creació de 7 nous accessos a l'AP-7, 3 dels quals es troben dins el traçat inicial de l'A-38: a Gandia, Oliva i Altea. La seua presentació es va fer poques setmanes després que el ministre de foment, José Luis Ábalos, confirmés definitivament que l'AP-7 seria d'ús lliure en finalitzar la seua concessió.
El 2020, quan l'AP-7 va esdevenir lliure de peatge, l'A-38 continuava amb els mateixos trams oberts que el 2011. Amb la inauguració, el setembre de 2020, de la Variant de Cullera - Favara, els projectes de duplicació restants quedaren condicionats a un estudi encarregat pel Ministeri de Transports, Mobilitat i Agenda Urbana al maig del mateix any, que tenia per objecte estudiar les necessitats d'actuació a l'AP-7 després de la seua reversió a l'Estat. D'aquesta manera, amb la construcció dels enllaços necessaris, l'AP-7 funcionaria com a via ràpida i variant de travessia en aquells trams de la N-332 que no es trobaven duplicats. Per tot això, i fins que l'estudi del Ministeri finalitze i es decidisquen les línies futures d'actuació, l'A-38 té un futur molt incert.